# Albarrol
Albarrol é uma aldeia portuguesa, pertencente ao município de Ansião, no distrito de Leiria, região Centro e sub-região do Pinhal Interior Norte, com cerca de 60 habitantes.

## Tradições
É uma aldeia com poucas atividades, sendo uma delas a Festa em honra de São Sebastião e também faz parte da aldeia uma capela em sua homenagem.
As tradições da aldeia são uma festa anual em honra de São Sebastião, com algumas bandas que fazem actuações para sua comemoração. Também tem jogos tradicionais comuns a outras aldeias, como por exemplo malha, sueca, btt, entre outros.

## Gastronomia
Esta aldeia não tem gastronomia própria dela mesma, ou seja, também existe noutras regiões, mas podemos dar alguns exemplos de gastronomia frequente nesta aldeia, como sopas (feijão,nabo,grão), aferventados, cabrito, sardinha entre outros, isto na parte dos salgados.
Na parte dos doces tem o pão de ló que é típico em todas as casas, merendeiras  no dia de todos os Santos, o folar na época da Páscoa e no Natal filhoses, rabanadas, sonhos e muitos mais.